# Розо (Минесота)
Розо (енгл. Roseau) град је у америчкој савезној држави Минесота.

## Демографија
По попису из 2010. године број становника је 2.633, што је 123 (-4,5%) становника мање него 2000. године.
| Група             | 2000.         | 2010.         |
| Белци             | 2.705 (98,1%) | 2.555 (97,0%) |
| Афроамериканци    | 1 (0,0%)      | 7 (0,3%)      |
| Азијати           | 10 (0,4%)     | 11 (0,4%)     |
| Хиспаноамериканци | 11 (0,4%)     | 28 (1,1%)     |
| Укупно            | 2.756         | 2.633         |